# Xinidium howdeni
Xinidium howdeni är en skalbaggsart som beskrevs av Yves Cambefort 1993. Xinidium howdeni ingår i släktet Xinidium och familjen bladhorningar. Inga underarter finns listade i Catalogue of Life.